# 大桑德峰

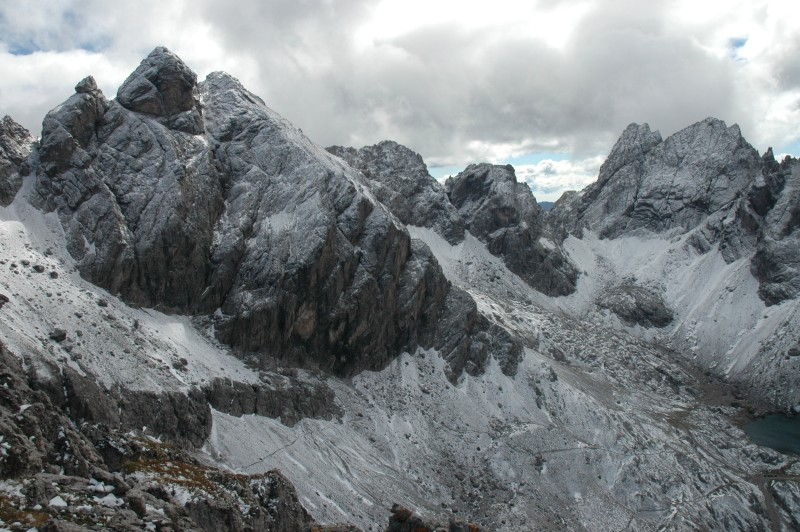

46°46′00″N 12°48′42″E / 46.766667°N 12.81167°E
大桑德峰（德語：Große Sandspitze），是奧地利的山峰，位於該國西部，由蒂羅爾州負責管轄，屬於利恩茨多洛米蒂山脈的一部分，海拔高度2,770米，每年平均降雨量2,138毫米，人類在1886年7月2日首次登頂。